# Футбол у Черкаській області

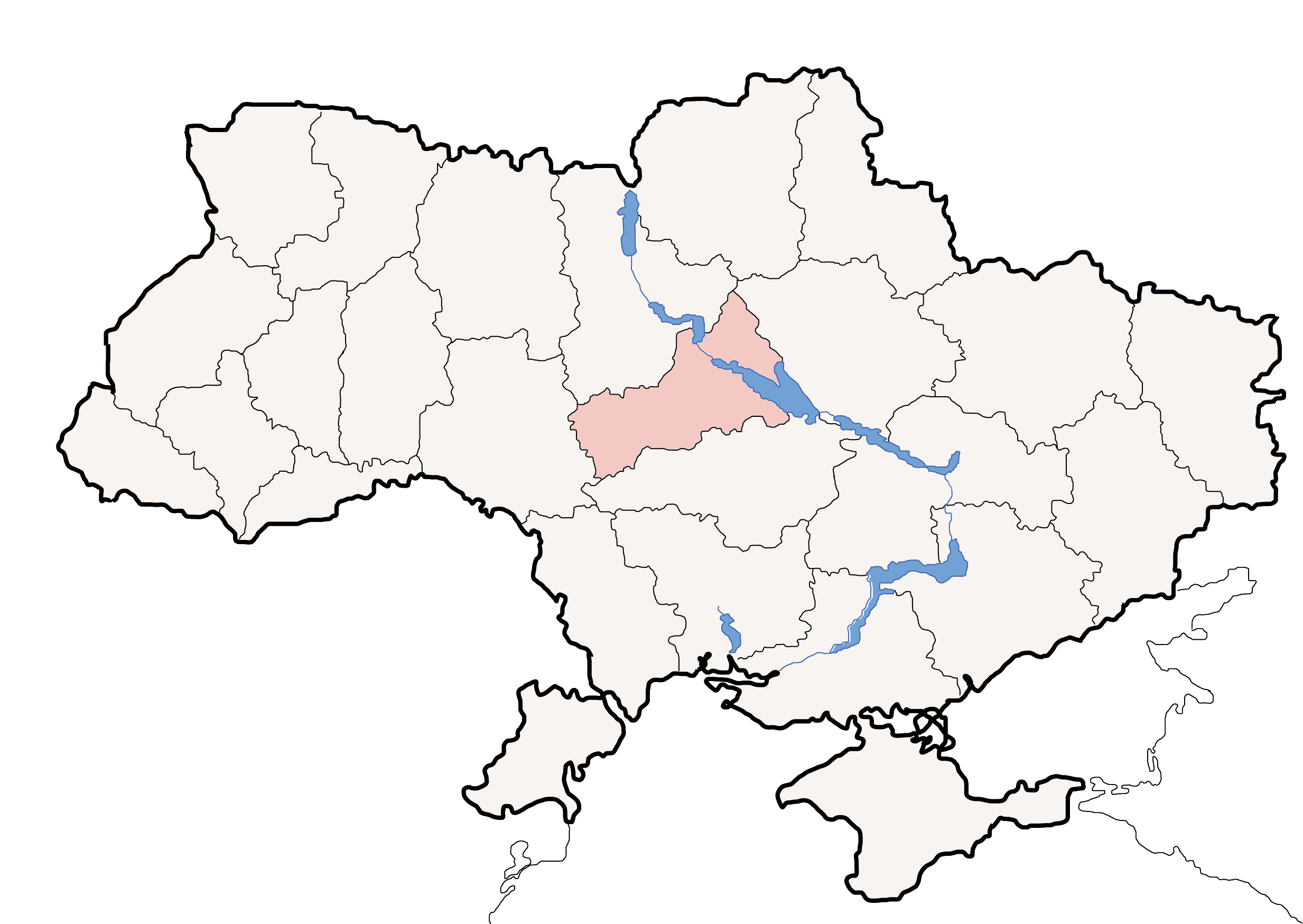
Черкаська область на мапі України

Футбол у Черкаській області керується Федерацією футболу Черкаської області, яка була створена 10 квітня 1998 року.

## Турніри

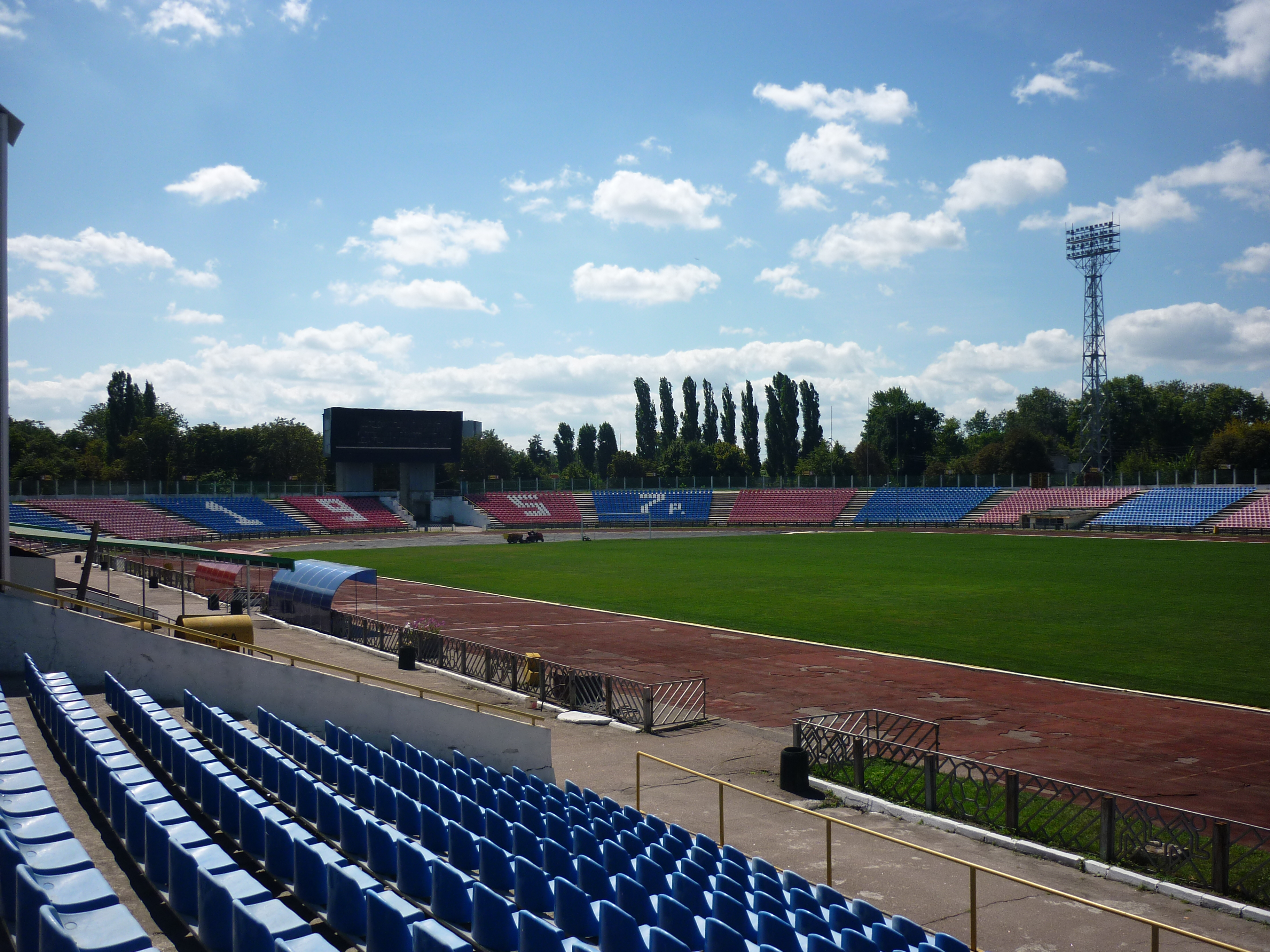
Центральний стадіон у місті Черкаси — головна арена області

Черкащина має ряд власних турнірів: Кубок Черкаської області серед дорослих команд, Чемпіонат Черкаської області серед дорослих команд  (вища та 1 ліга), Чемпіонат Черкаської області серед ветеранів (вік гравців 40 років і старші), Чемпіонат і першість Черкаської області серед жінок і дівчат, Спартакіада Черкаської області серед вищих навчальних закладів, Чемпіонат Черкаської області з міні-футболу серед дорослих команд, Чемпіонат з міні-футболу серед ветеранів, Чемпіонат з пляжного футболу, Чемпіонат та першість серед дитячо-юнацьких команд (по 3 вікових категоріях), змагання на призи клубу «Шкіряний м’яч» (по 3 вікових категоріях), першість серед дитячих команд «Футбольні зірочки».
Всього щорічно в обласних змаганнях беруть участь понад 350 команд. Щороку проводяться міжнародні традиційні меморіали серед дорослих команд пам’яті Заслуженого тренера України, майстра спорту СРСР В. В. Першина, Заслуженого тренера України М. К. Заворотного, Всеукраїнські турніри серед дитячо-юнацьких команд пам’яті тренерів В. В. Дементьєва, В. О. Фесуна, В. Г. Куліша та інші.

## Клуби

Емблема «Дніпра» (Черкаси)

Емблема «Ходака»

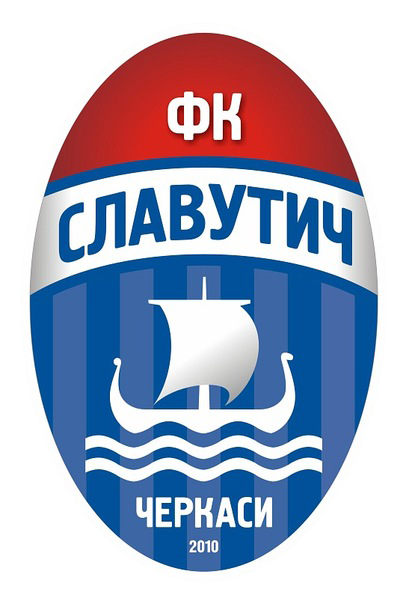
Емблема «Славутича» (Черкаси)

### «Дніпро» (Черкаси)
Протягом довгого періоду, найкращим і найвідомішим клубом регіону був клуб «Дніпро» (Черкаси), який двічі ставав переможцем у другій лізі (1993 та 2006) та бронзовим призером першої ліги (2000). Проте у клубу виникли проблеми з фінансами, і 9 травня 2009 року, в день заснування, клуб зіграв останній матч. 15 і 20 травня 2009 року команда не з'явилася на календарні матчі чемпіонату. А 21 травня 2009 року рішенням Дисциплінарного комітету ПФЛ за повторну неявку на гру команда була виключена з ПФЛ і знята зі змагань  і розформована. 

### «Ходак»
Після зникнення «Дніпра», основним клубом міста та всього регіону став «Ходак», який виступав в Чемпіонаті України серед аматорів у 2006—2009 роках. Найвищим досягненням клубу стали бронзові медалі чемпіонату у 2006 році. 

### «Славутич» (Черкаси)
10 червня 2010 року на базі розформованого клубу «Дніпро» (Черкаси) було створено клуб «Славутич» (Черкаси), який дебютував в чемпіонаті України серед аматорів 2011 року, проте ще протягом сезону знявся зі змагань і 20 червня 2011 року отримав статус професійного клубу та в липні 2011 року дебютував у другій лізі, в якій грає до цього часу. Наразі це єдина професійна команда області.

## Статистика
Інформація з офіційного сайту ФФУ за станом на початок 2011 року.
- Колективних членів: 32
- Районних федерацій: 20
- Міських федерацій: 6
- Асоціацій, товариств: 7
- Стадіонів (професійних): 30 (1)
- Футбольних полів: 381
- Майданчиків (із штучним покриттям): 128 (34)

Учасників змагань (команд):
- Професіональних: 1
- Аматорських (регіональних/всеукраїнських): 28/2
- Обласних (чемпіонат/першість/кубок) : 14/18/32
- Районних/міських: 208/51
- Жіночих (регіональних/всеукраїнських): 12/1
- Ветеранів (регіональних/всеукраїнських): 23/1
- Інвалідів (регіональних/всеукраїнських): 6/2
- Районних (міських) з футзалу: 156/80
- Тренерів дорослих команд: 385
- Тренерів юнацьких команд: 659
- Арбітрів/асистентів арбітрів/арбітрів - жінок/асистентів арбітрів - жінок: 38/18/1/1
- Займаються футболом (гравці): 32415

8-10-річні: 6817
11-14-річні: 11833
15-17-річні: 6504
18-35-річні: 6843
36 і більше: 418
- СДЮШОР/ДЮСШ з відділом футболу: 1/34
- Урок футболу (школи/класи): 241/2133
- Учасники дитячо-юнацьких змагань:

Всеукраїнських: 11
Обласних: 218
Районних: 2501
Міських: 688
«Шкіряний м’яч»: 2627